# Marie Mayoux
Marie Mayoux, nata Marie Gouranchat, (Charente, 24 aprile 1878 – 16 giugno 1969) è stata una sindacalista, attivista e insegnante francese, nota per le sue attività pacifiste durante la prima guerra mondiale.

## Biografia
Marie Gouranchat nacque a Charente il 24 aprile 1878. Marie e il suo compagno François Mayoux insegnarono in una scuola di Charente, poi in una di Bouches-du-Rhône. In seguito aderirono alla Fédération nationale des Syndicats d'institutrices et instituteurs publics, la federazione nazionale dei sindacati degli insegnanti, mentre nel 1915 si unirono alla Sezione Francese dell'Internazionale Operaia (SFIO).

### Prima guerra mondiale
All'inizio della prima guerra mondiale molti insegnanti furono mobilitati, mentre altri sostennero lo sforzo bellico, ma in seguito si sviluppò tra di loro un forte movimento pacifista, di cui facevano parte anche Marie e François Mayoux, che si pronunciarono contrari all'Union sacrée. Marie Mayoux convocò una riunione pacifista presso l'ufficio del sindacato degli insegnanti nel giugno 1915 e scrisse il "Manifesto del sindacato degli insegnanti", datato 1º luglio 1915 e firmato dalla sezione della Charente, dal sindacato del Bouches-du-Rhône e dagli attivisti di undici dipartimenti. Questa fu una delle prime dichiarazioni collettive di opposizione alla guerra da parte della federazione degli insegnanti. Il 15 agosto 1915 una risoluzione pacifista fu presentata al congresso nazionale su iniziativa di Alphonse Merrheim e Albert Bourderon, firmata da diversi militanti della federazione dei sindacati degli insegnanti tra cui Bouet, Fernand Loriot, Louis Lafosse, Marie Guillot, Marie Mayoux, Marthe Bigot e Hélène Brion. La risoluzione affermava che "questa guerra non è la nostra guerra" e attribuiva la responsabilità ai leader degli stati belligeranti. La risoluzione denunciava l'union sacrée e chiedeva il ripristino delle libertà.
Verso la fine dell'aprile del 1916 a Kienthal si tenne una conferenza socialista internazionale organizzata dagli svizzeri. Merrheim, Bourderon e Marie Mayou avrebbero dovuto rappresentare la Francia, ma non li fu permesso a causa di alcuni problemi con il passaporto. Il 25 maggio 1917 col marito pubblicò un articolo pacifista intitolato Les instituteurs syndicalistes et la guerre, e per questo vennero entrambi multati e condannati a due anni di reclusione.

### Anni successivi

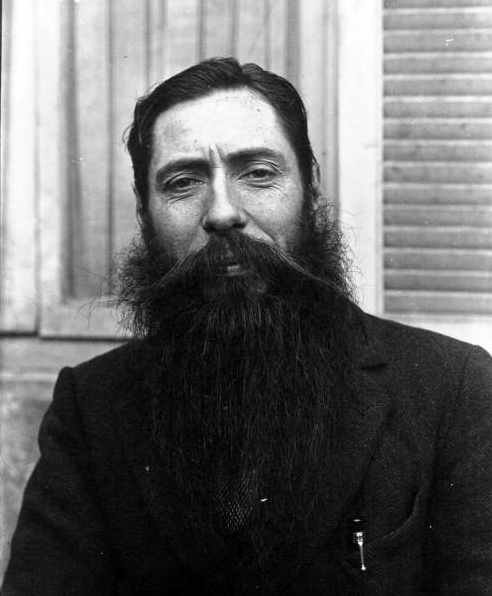
François Mayoux, il marito di Marie.

Marie Mayoux fu rilasciata il 1º aprile 1919 dopo dieci mesi di prigionia, mentre François fu tenuto in carcere fino all'amnistia che precedette le elezioni legislative del novembre 1919. Entrambi persero il loro lavoro di insegnanti, prima di essere nuovamente reintegrati nel 1924. I Mayoux lasciarono la SFIO nel novembre 1919 e dopo il Congresso di Tours si unirono alla nuova sezione francese della Terza Internazionale, il Partito Comunista Francese. Poco prima del congresso di Marsiglia del novembre 1921 i Mayoux e altri attivisti pubblicarono una dichiarazione in cui si affermava che i sindacati dovevano essere liberi dall'influenza del partito. La dichiarazione ribadiva inoltre: "l'azione rivoluzionaria dei sindacati può essere promossa solo dal lavoro dei sindacalisti". Furono espulsi al congresso del Partito tenutosi a Parigi dal 16 al 19 ottobre 1922 poiché ritenuti "sindacalisti impenitenti". François Mayoux affermò che il motivo dell'espulsione era collegato al fatto che lui e la moglie simpatizzavano per l'opposizione operaia russa e perché difendevano l'autonomia dei sindacati dal partito.
In seguito Marie e François si unirono al movimento libertario e contribuirono a diversi giornali anarchici, tra cui La Revue Anarchiste, La Voix Libertaire, CQFD, Défense de l'Homme e Le Monde Libertaire. Nel 1929 furono espulsi dalla Confédération générale du travail unitaire (CGTU). Si dedicarono a fondare un sindacato indipendente di insegnanti, e dal 1923 al 1936 pubblicarono il bollettino Notre point de vue. In seguito sostennero la rivoluzione spagnola e denunciarono i crimini stalinisti. Dopo la fine della seconda guerra mondiale si trasferirono a La Ciotat.
François Mayoux morì nel 1967, e Marie il 16 giugno 1969, all'età di 91 anni. Il loro figlio, il poeta Jehan, seguendo l'esempio dei genitori, si rifiutò di combattere nella seconda guerra mondiale. Una scuola elementare, l'École primaire Marie et François Mayoux a Dignac, prende il nome dalla coppia.

## Opere
- Marie Mayoux e François Mayoux, Fédération nationale des Syndicats d'institutrices et d'instituteurs publics. Les instituteurs syndicalistes et la guerre. Section de la Charente., Fédération nationale des Syndicats d'institutrices et d'instituteurs publics, 1917.
- Marie Mayoux e François Mayoux, Le Propagande pacifiste pendant la guerre : Notre affaire ..., Epône [S. et O.] : L'Avenir social, 1918.